# Antonio Vivaldi
Antonio Vivaldi (Venecija, 4. ožujka 1678. – Beč, 28. srpnja 1741.), talijanski skladatelj, violinist.
Otac, Giovanni Battista Vivaldi, bio je vrsni violinist, a služio je u Duždevoj kapeli crkve svetog Marka u Veneciji. Svoga je sina poučavao violinu od najranije mladosti te ga je ubrzo uveo u Duždevu kapelu, najprije kao pomoćnika, a zatim i kao unaprijed imenovanog nasljednika. Mladi je Antonio također polazio satove kod jednog od najuglednijih majstora orgulja tog vremena, Giovannija Legrenzija, i zahvaljujući tome poznanstvu susreo se s nizom uglednih orguljaša, a zbog svoje naobrazbe i s najvećim venecijanskim glazbenim umjetnicima. 
1703. u dvadeset i petoj godini zaređen je za svećenika, no službu je ubrzo napustio, pretpostavlja se, iz zdravstvenih razloga. Naime, kao astmatičar, mršav i krhak, nije bio sposoban za aktivno sudjelovanje u svećeničkim dužnostima te bi svakim napadajem gušenja morao prekinuti Božju službu. Drugo objašnjenje govori da je za vrijeme mise iznenada otišao u sakristiju zapisati temu fuge koja mu je sinula za vrijeme služenja. Pošto je bio uhvaćen na djelu, inkvizicija je takav čin proglasila ludošću i zabranila mu služenje mise ubuduće. No zbog svoga je kratkotrajnog svećeničkog iskustva stekao nadimak "Riđokosi svećenik".
1713. imenovan je profesorom violine u Seminario musicale dell`Ospitale della Pietà u Veneciji gdje se školovala ženska siročad, a uz tu će instituciju ostati vezan sve do 1740. godine. Svoj sladateljski talent započet će razvijati upravo pišući djela za te mlade glazbenice, a zahvaljujući njihovim interpretacijama za njega će se pročuti čitavom Venecijom. Koncerti su se u nevelikoj i za brojnu publiku pretijesnoj kapeli zavoda La Pietà održavali jedanput tjedno. Neprestano pišući dao je oduška svom velikom skladateljskom talentu, a ta je glazbena literatura isticala vrijednost izvođača onime što danas smatramo Vivaldijevim zaštitnim znakom: virtuoznošću i stilom. Tada je nastao takozvani lombardski stil. S vremenom je Vivaldi došao na glas i izvan svog grada, pa i države, a posjećivali su ga mnogi instrumentalisti kako bi dobili zapise njegovih skladbi. 
Iste godine kada je imenovan profesorom skladao je i svoju prvu operu Ottone in Villa. Djelo je nastalo u Vicenzi, a ovaj izlet u svijet kazališta potaknut će ga da izrazi svoj dramski temperament i na stvaranje četrdesetak opera čije su partiture do danas uglavnom izgubljene. Upravo mu je ova vrsta, opera, omogućila da svoja djela izvede na najvećim svjetskim pozornicama. Od 1718. do 1722. obilazio je prijestolnice kulture i u njihovim kazalištima uprizorivao svoje opere.  1723. postaje europska zvijezda te često odlazi na gostovanja kao cijenjeni virtuoz. Od 1725. do 1735. nalazi se na velikoj europskoj turneji. Osim u domovini, bio je obožavan i u Austriji, Njemačkoj i Nizozemskoj te je čak i Sveti Otac zahtijevao da čuje tog virtuoza koji posvuda izaziva senzaciju. Nije sigurno je li na bilo kakav način bio vezan uz carski dvor, a naredne godine ostaju tajanstvene u njegovu životopisu jer se o njemu ne pojavljuje niti jedan zapis čime mu se izgubio svaki trag. 1732. pojavljuje se u Padovi, a 1735. La Pietà (koja od 1713. djeluje kao akademija) poziva ga kao koncertnog majstora. 
Vivaldi nastavlja nizati uspjehe na europskim pozornicama pa se tako 1738. nalazi u Amsterdamu, a 1739. pojavljuje se u Firenzi, Anconi i Veroni. Ista je godina označila preokret u njegovu životu. Poljski je kraljević u prosincu u palači Foscarini organizirao svečanosti (operne predstave, zabave na vodi, utrke bikova, serenade...), a glazba je imala značajnu ulogu. 21. ožujka 1740. akademija La Pietà priredila je večer posvećenu Vivaldijevoj glazbi. 
Umjesto da svoj međunarodni ugled učvrsti novim skladbama, Vivaldi se odlučio prezentirati svoja već izvođena djela. Nakon te večeri u općoj je nezainteresiranosti nestao skladatelj kojemu je laskala cijela Europa. Napušten i zaboravljen umro je od interne upale u Beču. Pokopan je 28. srpnja 1741. na bolničkom groblju u grobnicu za siromahe. Iza sebe je ostavio 13 za života objavljenih zbirki instrumentalne glazbe, 425 koncerata za soliste i orkestar (od toga 228 za violinu), 61 concerto grosso, 23 simfonije, 46 opera (npr. L'Olimpiade), 38 kantata, oratorij "Juditha Triumphans" i crkvenu glazbu. 

## Vanjske poveznice
|  | Zajednički poslužitelj ima još gradiva o temi Antonio Vivaldi |